# Otto – Der Außerfriesische
Otto – Der Außerfriesische ist eine deutsche Filmkomödie aus dem Jahr 1989. Es ist nach Otto – Der Film und Otto – Der neue Film der dritte Kinofilm von und mit Komiker Otto Waalkes. Der Film startete am 13. Juli 1989 in den bundesdeutschen Kinos. Wie alle anderen Otto-Filme ist auch dieser gekennzeichnet vom Humor Waalkes’. Er basiert auf Wortspielen und Sprachwitzen sowie Situationskomik.

## Handlung
Der Multimilliarden-Industriekonzern Hi Speed Unlimited will in Ostfriesland eine Teststrecke für seine Tempo-1000-Hochgeschwindigkeitszüge errichten. Das einzige Hindernis, das ihnen dabei im Weg steht, ist der alte, leuchtend rot-gelb angestrichene Leuchtturm direkt am Deich zum Wattenmeer. In ihm lebt Otto Groß, ein freundlicher und geschäftstüchtiger Fremdenführer, der Touristen aus Toilettenpapierrollen hergestellte Mini-Leuchttürme verkauft und für seine Mitmenschen auch sonst allerlei Besorgungen erledigt. Sein Fahrzeug ist ein Autobianchi Bianchina Cabrio. Insgeheim gehört sein Herz der Kindergärtnerin Frauke, der Nichte des ortsansässigen Landadligen Baron von Platt. Die will jedoch nichts von ihm wissen, da sie vor Zeiten mit Ottos großem Bruder Benno zusammen war und sie alles im Leuchtturm an ihn erinnert.
Otto, der seit Jahren ein Dasein im Schatten seines Bruders fristet, entfernt Frauke zuliebe alle Anzeichen von Bennos Existenz. In dieser Situation erscheinen zwei Strohmänner von Hi Speed Unlimited, die Otto umgehend den strategisch wichtigen Leuchtturm abkaufen wollen. Dies kann die hinzukommende Frauke im letzten Moment verhindern und die Anwesenden aufklären: Nicht Otto, sondern Benno Groß ist der Eigentümer des Leuchtturmes, und nur er kann ihn verkaufen. Nachdem Otto sich bei Hi Speed eingeschlichen hat und deren finstere Pläne erkannt hat, konfrontiert er die Bürger seiner Heimat. Er erfährt: Sollte Benno, der inzwischen in die USA ausgewandert ist, nicht bis zu einem bestimmten Zeitpunkt zurückkehren und einen Baum als Zeichen seiner Besitzansprüche anpflanzen, dann verliert er diese, und Hi Speed Unlimited könnten die Gegend für ihre Zugstrecke verunstalten. Otto macht sich umgehend auf in Richtung der Vereinigten Staaten, um Benno zu finden und die Heimat zu retten (sowie Frauke zu imponieren). Doch gleichzeitig hat auch Hi-Speed-Konzernchef van Devil herausgefunden, dass Benno der Leuchtturm gehört, und setzt zu seiner Beseitigung den lateinamerikanischen Auftragskiller El Cucaracho auf diesen an.

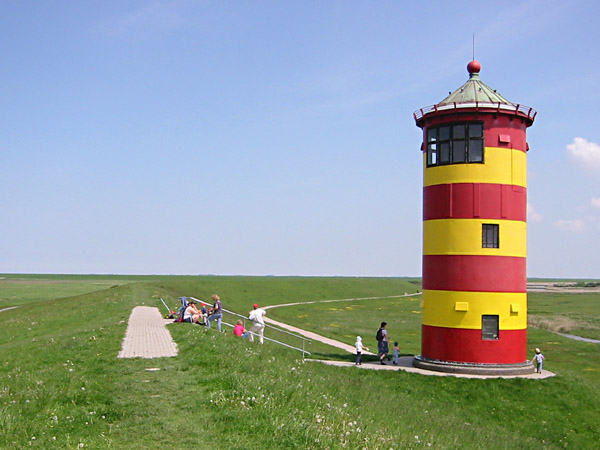
Ottos Filmwohnsitz, der Pilsumer Leuchtturm

Nachdem er in Miami angekommen ist, wird Otto neben Verständnisschwierigkeiten mit der Sprache der Einheimischen auch vor Probleme mit den Gebräuchen der Amerikaner gestellt. Er macht einen Taxifahrer mürbe, wird ausgeraubt und gerät in Filmaufnahmen. Nach etlichen Querelen findet er schließlich Benno, der unter dem Namen Big Ben als Privatdetektiv arbeitet. Der eitle Benno willigt nach gutem Zureden (und dem Schwur der Friesen als Druckmittel) schließlich ein, nach Friesland zurückzukehren. Otto schlüpft dafür in die Rolle seines Zwillingsbruders, um dessen aktuellen Auftrag zu erledigen, in dem es um Ehebruch gehen soll. Der Klient ist jedoch in Wahrheit El Cucaracho, welcher Otto (Benno) im Auftrag von van Devil töten soll. Otto kann die Todesfalle in Form einer Bombe jedoch mittels eines ferngesteuerten Autos unschädlich machen und den Sprengkörper El Cucaracho zuschieben, der von diesem getötet wird.
Otto kehrt daraufhin in die Heimat zurück, in der alles unverändert ist: Häuser und sein Leuchtturm stehen noch, van Devil und seine Handlanger sowie Baron von Platt wurden verhaftet und müssen Strafarbeit leisten. Nur an Ottos Heldentat erinnert sich keiner, da sich Benno bei seiner Rückkehr als Retter feiern ließ. Er bekam eine Statue und zog auch wieder in den Leuchtturm ein. Ottos Besorgnis, auch Frauke könnte wieder zu ihm zurückgekehrt sein, lösen sich jedoch in Luft auf: Statt ihrer ist jetzt Kellnerin Frieda Bennos große Liebe.
Der etwas frustrierte und irritierte Otto bekommt am Ende schließlich doch, was er wollte: Frauke.

## Kritik
„Dürftiger Klamauk mit alten Kalauern und abgestandenen Witzen. Der dritte Blödelstreich Ottos ist nicht mehr als eine gigantische Werbeveranstaltung für den Hauptdarsteller.“

## Sonstiges
- Der Titel des Films ist eine Anspielung auf den US-amerikanischen Science-Fiction-Film E.T. – Der Außerirdische.
- In Gastrollen sind unter anderen Steffi Graf, Katharina Brauren und Loriot (letztere beide in den aus Ödipussi bekannten Rollen von Paul Winkelmann und seiner Mutter Louise) zu sehen.
- Außerdem gibt es Anspielungen auf die damals sehr populären Fernsehserien Knight Rider (K.I.T.T.) und Miami Vice (Dreharbeiten) sowie die Crocodile-Dundee-Filme („Das ist doch kein Messer, DAS ist ein Messer.“).
- Auch Michael Jackson wird wie schon im ersten Otto-Film parodiert, dieses Mal mit den Videoclips zu Smooth Criminal (in Frieda's Kneipe) und The Way you make me feel. (Otto’s Video-Erinnerung)
- Wie in Waalkes’ vorangegangenen Filmen verbindet die Handlung einzelne, bereits aus seinen Bühnenprogrammen bekannte Witze und Sketche miteinander. So finden unter anderem Ottos Englischkursus („I am thirsty – Ich bin Donnerstag“; diesen Sketch nannte er später in seiner Serie English for Insiders – Englisch für Reingefallene), die Brett-Frisur, die Disco-Körpersprache, das „Was erwartet“-Wortspiel, Ottos Kochstudio sowie „das große Buch der Friesen“ im Film Wiederverwendung. Zudem sind während des Abspanns Audio-Mitschnitte aus diversen Otto-Shows zu hören.
- Arnold Marquis ist hier in seiner letzten Rolle als Schauspieler zu sehen.
- Der bekannte Synchronsprecher Peter Kirchberger leiht diversen Personen im Film seine Stimme.
- Als Ottos Wohnsitz diente der Pilsumer Leuchtturm.
- Auf den Kinoplakaten (und auch auf den Inlays der Video- und DVD-Ausgabe) ist anstatt des Pilsumer Leuchtturms der Leuchtturm Westerheversand zu sehen.
- Die von Hi Speed Unlimited geplante Teststrecke ist eine Anspielung auf die 1987 fertiggestellte Transrapid-Versuchsanlage Emsland.
- Die Dreharbeiten fanden u. a. in Greetsiel statt, welches am Beginn des Films als „Das letzte Eingeborenendorf vor der Küste“ bezeichnet wird.

## DVD-Veröffentlichung
- Otto – Der Außerfriesische. Ufa 2000